# Nicolae Tonitza
Nicolae Tonitza (ur. 13 kwietnia 1886 w Bârladzie, zm. 26 lutego 1940 w Bukareszcie) – rumuński malarz.

## Życiorys
Studiował sztuki piękne w Jassach, Monachium i Paryżuu. W latach 1933–1939 był profesorem i dyrektorem akademii sztuk pięknych w Jassach. Tworzył pod wpływem francuskiego postimpresjonizmu. Malował portrety, często dziecięce (m.in. Głowa dziewczynki namalowana w latach 1926–1928), akty, wnętrza, pejzaże, martwe natury. Tworzył rysunki do czasopism, m.in. o tematyce społecznej; jedno z jego dzieł to rysunek cykl z życia biednych z 1916).